# Киргай
Кирга́й (рос. Кыргай) — присілок у складі Прокоп'євського округу Кемеровської області, Росія.

## Населення
Населення — 38 осіб (2010; 34 у 2002).
Національний склад (станом на 2002 рік):
- росіяни — 82 %